# Friedel Hoefer
Friedel Hoefer (* 17. Juli 1883 in Orsoy; † 4. Januar 1960) war eine deutsche Porträt- und Landschaftsmalerin.

## Leben

### Familie
Friedel Hoefer wurde als jüngstes von zehn Kindern des Pastors Friedrich Zillessen (* 26. Dezember 1837 in Mönchengladbach; † 25. Juni 1915 in Berlin-Pankow), der auch Herausgeber der Ersten Deutschen Pastorenzeitung war, und dessen Ehefrau Ida Johanna Maria (* 16. Dezember 1841 in Tübingen; † 14. November 1914 in Berlin-Pankow), Tochter des Theologen Johann Friedrich Immanuel Tafel (1796–1863) geboren; zu ihren Geschwistern gehörte die Malerin und Fotografin Bertha Zillessen.
Von 1908 bis 1913 war sie mit dem Kunstmaler Helmut Hoefer (* 1882; † 25. Oktober 1915 in Russland) verlobt, der in Düsseldorf und München studiert hatte. Sie durften jedoch erst heiraten, als Helmut Hoefer, gezwungenermaßen, eine Stellung als Zeichenlehrer angenommen hatte, die er nach der Eheschließung 1913 sofort wieder aufgab; gemeinsam hatten sie zwei Kinder: ihre Tochter war 1914 und ihr Sohn am Todestag seines Vaters geboren worden.

### Werdegang
In Berlin, wohin Friedel Hoefers Vater kurz nach ihrer Geburt als Superintendent versetzt worden war, studierte sie seit Anfang 1900 in der Malschule für Porträt und Kostüm, Tagesakt und Abend-Skizzier-Akt von Wilhelm Müller-Schönefeld.
Zwischen 1908 und 1916 gehörte sie in Berlin einer kleinen Künstlergemeinschaft an, zu der unter anderem auch der Berliner Karikaturist Hermann Abeking, der Maler César Klein und dessen Ehefrau, die Konzertgeigerin Paula Klein (* 1889), der Dichter Paul Neugebauer, der Komponist Paul Carrière und weitere Künstler gehörten, die über mehrere Jahre im Sommer die Künstlerkolonie Ahrenshoop aufsuchten.
Nachdem ihr Ehemann 1915 während des Ersten Weltkriegs in Russland gefallen war, stand sie mittellos mit zwei kleinen Kindern da. Auf Einladung ihrer Freundin Agnes von der Smissen (* 1889), Schwester von Paul Carrière, konnte sie in ein großes Haus in Klingberg bei Scharbeutz ziehen; ein Ort, an dem zu dem Zeitpunkt viele hungernde Berliner bis zum Ende des Krieges Zuflucht fanden. Nach dem Krieg siedelten sich künstlerisch und musisch aufgeschlossene Menschen in Klingberg an, so 1922 der Ballettmeister und Choreograf Rudolf von Laban, das Künstlerehepaar Klein, die in Pansdorf lebten und seit 1925/1926 der Gartenarchitekt Harry Maassz.
1923 lernte sie bei einem Porträtauftrag einen vermögenden jüdischen Fabrikbesitzer kennen, der seine Familie verließ; zusammen mit Friedel Hoefer lebte er in Klingberg in einem großen Haus mit einem von Harry Maass angelegten Garten.
Nach der Verhängung der Nürnberger Rassegesetze sollten beide zusammen 1935 öffentlich gedemütigt durchs Dorf getrieben werden; jedoch wurden sie rechtzeitig gewarnt und ihr Freund konnte rechtzeitig untertauchen. Sein Vermögen wurde allerdings konfisziert, seine Fabrik einer Treuhänderschaft übergeben und sie lebte seitdem in ärmlichen Verhältnissen.
1946 erkrankte sie an Malaria mit wiederholten schweren Fieberschüben.

### Künstlerisches Wirken
Friedel Hoefer wurde in Berlin eine anerkannte Porträtmalerin, unter anderem mit ihrem Bildnis des Schauspielers Oskar Sauer.
Ihr Frühwerk wurzelte im Berliner Impressionismus, sowohl ihre Porträts als auch die Landschaftsbilder überzeugten mit ihrer gekonnten Lichtführung und der leuchtenden Farbigkeit. Anfang der 1920er Jahre wandte sie sich dem Expressionismus zu, ihre Farbpalette wurde nun dunkel und der Farbauftrag kraftvoller.
Ihre Werke wurden nur 1923 auf einer Ausstellung in der Hamburger Kunsthalle im Kupferstichkabinett und 1946/1947 auf einer Ausstellung in Eutin der Öffentlichkeit vorgestellt.

## Ehrungen und Auszeichnungen
- In Klingberg wurde der Friedel-Hoefer-Weg nach ihr benannt.

## Werke (Auswahl)
- Landesmuseum für Kunst und Kulturgeschichte auf Schloss Gottorf